# Balthasar Resinarius
Balthasar Resinarius né Balthasar Harzer (1486 ou 1485 ou 1480 à Tetschen, royaume de Bohême; † 12 avril 1544 ou 1546 à Böhmisch-Leipa) est un compositeur allemand et un des premiers luthériens en Bohême.

## Biographie
Balthasar Resinarius était initialement un choriste sous la direction de Heinrich Isaac à la Hofkapelle de Maximilien Ier. Puis il a étudié à l'université de Leipzig et plus tard à l'initiative de Johann VI von Saalhausen (de) (Hanuš ze Salhausenu), il est devenu prêtre catholique. Il a été l'un des premiers convertis à la foi luthérienne et a été nommé plus tard évêque de Leipa.
Il est l'un des plus grands représentants de la première génération de compositeurs protestants. Ses quelque 80 œuvres ont été publiées en 1543 par Georg Rhau. Ses compositions ont servi aux besoins immédiats de la première liturgie de l'Église luthérienne et ont renouvelé la pensée luthérienne en mettant en valeur l'importance de la parole dans la création musicale.

## Œuvres (liste partielle)
- 1544 Ach Gott, vom Himmel sieh darein
- 1544 Gelobet seist du, Jesu Christ
- 1544 Nun komm der Heiden Heiland

## Source de la traduction
- (de) Cet article est partiellement ou en totalité issu de l’article de Wikipédia en allemand intitulé « Balthasar Resinarius » (voir la liste des auteurs).